# Braunschweiger Turn- und Sportverein Eintracht von 1895 2015-2016
Questa pagina raccoglie i dati riguardanti lo Eintracht Braunschweig nelle competizioni ufficiali della stagione 2015-2016.

## Rosa
| N. |                                 | Ruolo | Calciatore        |
| -- | ------------------------------- | ----- | ----------------- |
| 1  | Germania (bandiera)             | P     | Marcel Engelhardt |
| 3  | Svizzera (bandiera)             | D     | Saulo Decarli     |
| 5  | Svezia (bandiera)               | D     | Joseph Baffoe     |
| 6  | Bosnia ed Erzegovina (bandiera) | C     | Damir Vrančić     |
| 7  | RD del Congo (bandiera)         | A     | Dominick Kumbela  |
| 8  | Polonia (bandiera)              | C     | Adam Matuszczyk   |
| 10 | Germania (bandiera)             | C     | Mirko Boland      |
| 11 | Germania (bandiera)             | C     | Jan Hochscheidt   |
| 12 | Slovenia (bandiera)             | C     | Nik Omladič       |
| 16 | Bosnia ed Erzegovina (bandiera) | P     | Jasmin Fejzić     |
| 17 | Ghana (bandiera)                | D     | Phil Ofosu-Ayeh   |
| 18 | Svizzera (bandiera)             | A     | Orhan Ademi       |
| 19 | Germania (bandiera)             | D     | Ken Reichel       |

| N. |                       | Ruolo | Calciatore        |
| -- | --------------------- | ----- | ----------------- |
| 21 | Germania (bandiera)   | C     | Patrick Schönfeld |
| 22 | Svizzera (bandiera)   | C     | Salim Khelifi     |
| 24 | Germania (bandiera)   | D     | Maximilian Sauer  |
| 25 | Portogallo (bandiera) | D     | Marcel Correia    |
| 26 | Germania (bandiera)   | A     | Julius Düker      |
| 27 | Germania (bandiera)   | D     | Niko Kijewski     |
| 30 | Germania (bandiera)   | C     | Hendrick Zuck     |
| 31 | Germania (bandiera)   | C     | Marc Pfitzner     |
| 33 | Polonia (bandiera)    | P     | Rafał Gikiewicz   |
| 34 | Germania (bandiera)   | A     | Phillip Tietz     |
| 36 | Germania (bandiera)   | D     | Mohammed Baghdadi |
| 38 | Germania (bandiera)   | C     | Gerrit Holtmann   |

## Organigramma societario
Area tecnica
- Allenatore: Torsten Lieberknecht
- Allenatore in seconda: Jürgen Rische, Darius Scholtysik
- Preparatore dei portieri: Alexander Kunze
- Preparatori atletici: Günter Jonczyk

## Risultati

### 2. Bundesliga

#### Girone di andata
| Arbitro: | Drees |

|                 |           |                                      |
| Hochscheidt 29’ | Marcatori | 31’ Hübner 41’ Wooten 65’ Bouhaddouz |

| Kaiserslautern 31 luglio 2015, ore 20:30 CEST 2ª giornata | Kaiserslautern | 0 – 0 referto | Eintracht Braunschweig | Fritz-Walter-Stadion (33 036 spett.)\| Arbitro: \| Brych \| |
| Arbitro:                                                  | Brych          |               |                        |                                                             |

| Arbitro: | Aytekin |

|  |           |                        |
|  | Marcatori | 68’ Selke 76’ Forsberg |

| Arbitro: | Rohde |

|  |           |                            |
|  | Marcatori | 58’ Matuszczyk 84’ Khelifi |

| Arbitro: | Stieler |

|                                                                  |           |  |
| Berggreen 9’, 64’ Reichel 43’, 71’ Peitz 53’ (aut.) Pfitzner 58’ | Marcatori |  |

| Arbitro: | Gerach |

|  |           |                                     |
|  | Marcatori | 43’ Reichel 71’ Holtmann 84’ Boland |

| Braunschweig 20 settembre 2015, ore 13:30 CEST 7ª giornata | Eintracht Braunschweig | 0 – 0 referto | St. Pauli | Eintracht-Stadion (23 050 spett.)\| Arbitro: \| Brand \| |
| Arbitro:                                                   | Brand                  |               |           |                                                          |

| Arbitro: | Petersen |

|  |           |                                                       |
|  | Marcatori | 12’ Boland 53’, 68’ Berggreen 74’ Reichel 79’ Khelifi |

| Arbitro: | Ittrich |

|  |           |          |
|  | Marcatori | 14’ Žulj |

| Arbitro: | Stegemann |

|                 |           |                   |
| Boland 16’, 79’ | Marcatori | 27’ (rig.) Kessel |

| Arbitro: | Gräfe |

|                                |           |  |
| Stoppelkamp 18’ Proschwitz 81’ | Marcatori |  |

| Arbitro: | Jablonski |

|             |           |  |
| Khelifi 77’ | Marcatori |  |

| Arbitro: | Kircher |

|                        |           |                               |
| Grifo 15’ Petersen 38’ | Marcatori | 52’ (aut.) Mujdža 62’ Khelifi |

| Braunschweig 8 novembre 2015, ore 13:30 CET 14ª giornata | Eintracht Braunschweig | 0 – 0 referto | Monaco 1860 | Eintracht-Stadion (21 435 spett.)\| Arbitro: \| Siewer \| |
| Arbitro:                                                 | Siewer                 |               |             |                                                           |

| Arbitro: | Dingert |

|                          |           |             |
| Kerk 33’ Burgstaller 84’ | Marcatori | 53’ Omladič |

| Arbitro: | Winkmann |

|             |           |  |
| Khelifi 41’ | Marcatori |  |

| Arbitro: | Dietz |

|                |           |  |
| Pohjanpalo 25’ | Marcatori |  |

#### Girone di ritorno
| Arbitro: | Cortus |

|  |           |                           |
|  | Marcatori | 47’ Berggreen 78’ Khelifi |

| Arbitro: | Thomsen |

|                 |           |           |
| Hochscheidt 30’ | Marcatori | 75’ Čolak |

| Arbitro: | Zwayer |

|                          |           |  |
| Forsberg 24’ Compper 30’ | Marcatori |  |

| Arbitro: | Kempter |

|            |           |  |
| Reichel 5’ | Marcatori |  |

| Arbitro: | Kampka |

|                                   |           |                        |
| Torres 29’ (rig.) Diamantakos 65’ | Marcatori | 22’ Boland 47’ Decarli |

| Braunschweig 28 febbraio 2016, ore 13:30 CET 23ª giornata | Eintracht Braunschweig | 0 – 0 referto | FSV Francoforte | Eintracht-Stadion (19 667 spett.)\| Arbitro: \| Alt \| |
| Arbitro:                                                  | Alt                    |               |                 |                                                        |

| Arbitro: | Brand |

|             |           |  |
| Verhoek 82’ | Marcatori |  |

| Arbitro: | Siewer |

|             |           |               |
| Khelifi 60’ | Marcatori | 58’ Chanturia |

| Arbitro: | Gerach |

|                               |           |  |
| Žulj 23’, 84’ Stiepermann 58’ | Marcatori |  |

| Arbitro: | Rohde |

|                            |           |           |
| Wood 58’ Kreilach 69’, 84’ | Marcatori | 62’ Tietz |

| Arbitro: | Perl |

|                              |           |                |
| Holtmann 29’ Hochscheidt 32’ | Marcatori | 2’ Stoppelkamp |

| Arbitro: | Kempter |

|                                  |           |                                  |
| Schnatterer 49’ (rig.) Feick 74’ | Marcatori | 21’ (aut.) Reinhardt 41’ Kumbela |

| Arbitro: | Ittrich |

|                          |           |                        |
| Holtmann 54’ Reichel 57’ | Marcatori | 70’ Petersen 90’ Kempf |

| Arbitro: | Welz |

|            |           |  |
| Okotie 87’ | Marcatori |  |

| Arbitro: | Kampka |

|                                   |           |                 |
| Khelifi 43’ Reichel 59’ Sauer 66’ | Marcatori | 78’ Burgstaller |

| Arbitro: | Kempter |

|                  |           |                                           |
| Terodde 26’, 34’ | Marcatori | 8’ Holtmann 56’ (aut.) Bastians 62’ Ademi |

| Arbitro: | Siebert |

|  |           |                          |
|  | Marcatori | 74’, 83’ (rig.) Demirbay |

### Coppa di Germania
| Arbitro: | Cortus |

|  |           |          |
|  | Marcatori | 67’ Zuck |

| Arbitro: | Rohde |

|  |           |                                           |
|  | Marcatori | 21’, 60’ Holtmann 36’ Berggreen 79’ Ademi |

| Arbitro: | Sippel |

|                                        |           |                      |
| Niedermeier 21’ Werner 99’ Šunjić 118’ | Marcatori | 6’ Baffoe 110’ Ademi |

## Statistiche

### Statistiche di squadra
| Competizione      | Punti | In casa | In casa | In casa | In casa | In casa | In casa | In trasferta | In trasferta | In trasferta | In trasferta | In trasferta | In trasferta | Totale | Totale | Totale | Totale | Totale | Totale | DR  |
| Competizione      | Punti | G       | V       | N       | P       | Gf      | Gs      | G            | V            | N            | P            | Gf           | Gs           | G      | V      | N      | P      | Gf     | Gs     | DR  |
| ----------------- | ----- | ------- | ------- | ------- | ------- | ------- | ------- | ------------ | ------------ | ------------ | ------------ | ------------ | ------------ | ------ | ------ | ------ | ------ | ------ | ------ | --- |
| 2. Bundesliga     | 46    | 17      | 7       | 6       | 4       | 21      | 15      | 17           | 5            | 4            | 8            | 23           | 23           | 34     | 12     | 10     | 12     | 44     | 38     | +6  |
| Coppa di Germania | -     | 0       | 0       | 0       | 0       | 0       | 0       | 3            | 2            | 0            | 1            | 7            | 3            | 3      | 2      | 0      | 1      | 7      | 3      | +4  |
| Totale            | -     | 17      | 7       | 6       | 4       | 21      | 15      | 20           | 7            | 4            | 9            | 30           | 26           | 37     | 14     | 10     | 13     | 51     | 41     | +10 |

### Andamento in campionato
| Giornata  | 1  | 2  | 3  | 4  | 5 | 6 | 7 | 8 | 9 | 10 | 11 | 12 | 13 | 14 | 15 | 16 | 17 | 18 | 19 | 20 | 21 | 22 | 23 | 24 | 25 | 26 | 27 | 28 | 29 | 30 | 31 | 32 | 33 | 34 |
| --------- | -- | -- | -- | -- | - | - | - | - | - | -- | -- | -- | -- | -- | -- | -- | -- | -- | -- | -- | -- | -- | -- | -- | -- | -- | -- | -- | -- | -- | -- | -- | -- | -- |
| Luogo     | C  | T  | C  | T  | C | T | C | T | C | C  | T  | C  | T  | C  | T  | C  | T  | T  | C  | T  | C  | T  | C  | T  | C  | T  | T  | C  | T  | C  | T  | C  | T  | C  |
| Risultato | P  | N  | P  | V  | V | V | N | V | P | V  | P  | V  | N  | N  | P  | V  | P  | V  | N  | P  | V  | N  | N  | P  | N  | P  | P  | V  | N  | N  | P  | V  | V  | P  |
| Posizione | 16 | 15 | 17 | 11 | 8 | 6 | 6 | 4 | 5 | 4  | 7  | 5  | 5  | 4  | 7  | 4  | 6  | 5  | 5  | 6  | 6  | 6  | 6  | 6  | 6  | 8  | 9  | 7  | 9  | 10 | 10 | 9  | 6  | 8  |

Legenda:

Luogo: C = Casa; T = Trasferta. Risultato: V = Vittoria; N = Pareggio; P = Sconfitta.

### Statistiche dei giocatori
| Giocatore      | 2. Bundesliga | 2. Bundesliga | 2. Bundesliga | 2. Bundesliga | Coppa di Germania | Coppa di Germania | Coppa di Germania | Coppa di Germania | Totale   | Totale | Totale      | Totale     |
| Giocatore      | Presenze      | Reti          | Ammonizioni   | Espulsioni    | Presenze          | Reti              | Ammonizioni       | Espulsioni        | Presenze | Reti   | Ammonizioni | Espulsioni |
| -------------- | ------------- | ------------- | ------------- | ------------- | ----------------- | ----------------- | ----------------- | ----------------- | -------- | ------ | ----------- | ---------- |
| M. Engelhardt  | -             | -             | -             | -             | -                 | -                 | -                 | -                 | -        | -      | -           | -          |
| J. Fejzić      | 1             | 0             | 0             | 0             | -                 | -                 | -                 | -                 | 1        | 0      | 0           | 0          |
| R. Gikiewicz   | 33            | 0             | 2             | 0             | 3                 | 0                 | 0                 | 0                 | 36       | 0      | 2           | 0          |
| J. Baffoe      | 27            | 0             | 5             | 0             | 2                 | 1                 | 0                 | 0                 | 29       | 1      | 5           | 0          |
| M. Baghdadi    | -             | -             | -             | -             | 1                 | 0                 | 0                 | 0                 | 1        | 0      | 0           | 0          |
| O. Castro      | -             | -             | -             | -             | -                 | -                 | -                 | -                 | -        | -      | -           | -          |
| M. Correia     | 14            | 0             | 2             | 0             | 1                 | 0                 | 0                 | 0                 | 15       | 0      | 2           | 0          |
| S. Decarli     | 29            | 1             | 6             | 2             | 3                 | 0                 | 2                 | 0                 | 32       | 1      | 8           | 2          |
| D. Doğan       | 1             | 0             | 1             | 0             | -                 | -                 | -                 | -                 | 1        | 0      | 1           | 0          |
| N. Kijewski    | 7             | 0             | 0             | 0             | -                 | -                 | -                 | -                 | 7        | 0      | 0           | 0          |
| P. Ofosu-Ayeh  | 20            | 0             | 3             | 0             | 3                 | 0                 | 1                 | 0                 | 23       | 0      | 4           | 0          |
| K. Reichel     | 31            | 7             | 5             | 1             | 3                 | 0                 | 0                 | 0                 | 34       | 7      | 5           | 1          |
| M. Sauer       | 15            | 1             | 4             | 0             | 1                 | 0                 | 0                 | 0                 | 16       | 1      | 4           | 0          |
| D. Slamar      | -             | -             | -             | -             | -                 | -                 | -                 | -                 | -        | -      | -           | -          |
| M. Boland      | 29            | 5             | 5             | 0             | 2                 | 0                 | 0                 | 0                 | 31       | 5      | 5           | 0          |
| J. Hochscheidt | 29            | 3             | 4             | 0             | 1                 | 0                 | 0                 | 0                 | 30       | 3      | 4           | 0          |
| G. Holtmann    | 30            | 4             | 1             | 0             | 2                 | 2                 | 1                 | 0                 | 32       | 6      | 2           | 0          |
| S. Khelifi     | 32            | 8             | 2             | 0             | 3                 | 0                 | 0                 | 0                 | 35       | 8      | 2           | 0          |
| A. Matuszczyk  | 29            | 1             | 6             | 0             | 3                 | 0                 | 0                 | 0                 | 32       | 1      | 6           | 0          |
| M. Pfitzner    | 13            | 1             | 4             | 0             | -                 | -                 | -                 | -                 | 13       | 1      | 4           | 0          |
| P. Schönfeld   | 16            | 0             | 4             | 0             | 2                 | 0                 | 0                 | 0                 | 18       | 0      | 4           | 0          |
| H. Zuck        | 23            | 0             | 1             | 0             | 3                 | 1                 | 0                 | 0                 | 26       | 1      | 1           | 0          |
| O. Ademi       | 18            | 1             | 0             | 0             | 2                 | 2                 | 0                 | 0                 | 20       | 3      | 0           | 0          |
| J. Düker       | 8             | 0             | 0             | 0             | -                 | -                 | -                 | -                 | 8        | 0      | 0           | 0          |
| D. Kumbela     | 11            | 1             | 1             | 1             | -                 | -                 | -                 | -                 | 11       | 1      | 1           | 1          |
| N. Omladič     | 25            | 1             | 2             | 1             | 3                 | 0                 | 0                 | 0                 | 28       | 1      | 2           | 1          |
| P. Tietz       | 8             | 1             | 0             | 0             | -                 | -                 | -                 | -                 | 8        | 1      | 0           | 0          |
| E. Berggreen   | 13            | 5             | 2             | 0             | 2                 | 1                 | 0                 | 0                 | 15       | 6      | 2           | 0          |
| M. Hvilsom     | 5             | 0             | 0             | 0             | 2                 | 0                 | 0                 | 0                 | 7        | 0      | 0           | 0          |
| T. Oehrl       | 1             | 0             | 0             | 0             | -                 | -                 | -                 | -                 | 1        | 0      | 0           | 0          |
| D. Vrančić     | 3             | 0             | 0             | 0             | -                 | -                 | -                 | -                 | 3        | 0      | 0           | 0          |